# Case (chanteur)
Pour les articles homonymes, voir Case (homonymie).
Case, de son vrai nom Case Woodard, né à le 4 octobre 1975 à New York, est un chanteur américain de RnB. Il a travaillé avec les grands artistes de RnB et de rap comme Usher ou encore Ja Rule.

## Biographie

### Jeunesse et formation
Né Case Woodard, Case a grandi dans plusieurs arrondissements de la ville de New York comme Brooklyn et le Bronx et à Mount Vernon dans l'état de New York Il a été élevé au sein d'une famille stricte. Il est l'aîné de ses trois frères et sœurs. Ses aspirations à devenir un chanteur professionnel ont été découragées par sa famille, le conflit familial l’a amené à quitter son domicile à ses 17 ans.

### Carrière professionnelle
En 1996, Case sort son premier album du même nom, on y trouve des succès comme Touch Me Tease Me avec la rappeuse Foxy Brown et la chanteuse Mary J. Blige, présent sur la bande originale du Professeur foldingue, disque d'or après s'être classé à la 4e place du Hot R&B/Hip-Hop Songs.
Le second album de Case, Personal Conversation, sort en 1998 et est certifié disque d'or le 19 août 1999 aux États-Unis. Il comprend, entre autres, Happily Ever After, entré directement à la 3e place du Hot R&B/Hip-Hop Songs et 15e du Billboard Hot 100. Le second single, Think of You, n'a pas eu de succès et s'est classé 50e au Hot R&B/Hip-Hop Songs.
Son troisième album, appelé Open Letter, sort en 2001 et est, comme le précédent, disque d'or. Il contient le single Missing You, classé premier au Hot R&B/Hip-Hop Songs après s'être classé à la 4e place du Hot R&B/Hip-Hop Songs.
En 2006, il participe à la tournée Ladies Night Out Tour avec Ginuwine, Jagged Edge et Donell Jones.
Le 4 octobre 2006, Skeleton Key Entertainment, qui fait partie de Mega Media Group Inc., annonce la signature du chanteur avec le label. Case travaille alors sur son quatrième album avec Timbaland, T-Pain, Jill Scott, Michelle Williams de Destiny's Child et Tom DeLonge des Angels & Airwaves.
Case a participé à la bande originale des films Rush Hour, Le Mariage de l'année et La Famille foldingue.

## Discographie

### Albums studio
- 1996 : Case
- 1999 : Personal Conversation (en)
- 2001 : Open Letter (en)
- 2009 : The Rose Experience (en)
- 2010 : Here, My Love (en)
- 2015 : Heaven's Door
- 2018 : Therapy